# Besnik Hasi
Besnik Hasi (Gjakovë, 29 december 1971) is een Kosovaars-Albanese voetbalcoach en voormalig voetballer. Hij speelde 42 interlands voor Albanië.

## Spelerscarrière
Hasi was een verdedigende middenvelder en kende vooral bij RSC Anderlecht sportieve successen. In zijn debuutseizoen bij paars-wit bereikte hij met de club de tweede ronde van de UEFA Champions League en veroverde hij de landstitel. In 2003/04 pakte hij zijn tweede titel met Anderlecht. In het totaal speelde hij 107 competitiewedstrijden voor de Belgische club, waarin hij eenmaal tot scoren kwam.
Zijn eerste Belgische titel won Hasi tijdens het seizoen 1998/99. De Albanese middenvelder kwam toen uit voor KRC Genk. Met datzelfde Genk, won Hasi in 2000 ook de Beker van België. Hasi scoorde in die finale, die Genk met 4-1 won van Standard Luik, het vierde doelpunt na een mooie vrije trap.
In januari 2006 vertrok Hasi naar eersteklasser KSC Lokeren, maar daar kwam hij nauwelijks aan spelen toe. Op maandag 11 juni 2007 sloot Hasi een tweejarige overeenkomst met Cercle Brugge, waar hij de vervanger werd van de naar AA Gent vertrokken middenvelder Christophe Grondin. Cercle kon dat seizoen bijna stunten door lange tijd mee te doen voor de titel. Cercle eindigde uiteindelijk vierde, 17 punten achter kampioen Standard Luik. Eind april 2008 kondigde Hasi zijn afscheid als voetballer aan.

## Interlandcarrière
Hasi maakte zijn debuut voor het Albanees voetbalelftal op woensdag 15 november 2000 in een vriendschappelijke thuiswedstrijd tegen Malta (3-0). Hij mocht in dat duel van bondscoach Medin Zhega tijdens de rust invallen voor Fatmir Vata. Zijn eerste interlandtreffer maakte Hasi op woensdag 10 september 2003 in de EK-kwalificatiewedstrijd tegen Georgië (3-1). Hij opende toen na 51 minuten de score voor de thuisploeg.

## Statistieken
| Seizoen         | Club             | Land                 | Competitie      | Statistieken | Statistieken |
| Seizoen         | Club             | Land                 | Competitie      | Wed.         | Dlp.         |
| --------------- | ---------------- | -------------------- | --------------- | ------------ | ------------ |
| 1988/89         | Liria Prizren    | Vlag van Joegoslavië | 2. Savezna liga | 27           | 3            |
| 1989/90         | Liria Prizren    | Vlag van Joegoslavië | 2. Savezna liga | 19           | 4            |
| 1990/91         | NK Zagreb        | Vlag van Joegoslavië | 2. Savezna liga | 5            | 1            |
| 1991/92         | Dinamo Pančevo   | Vlag van Joegoslavië | 3. Savezna liga |              |              |
| 1992/93         | NK Zagreb        | Vlag van Kroatië     | Prva HNL        | 0            | 0            |
| 1992/93         | FK Pristina      | Vlag van Joegoslavië | Eerste Divisie  |              |              |
| 1993/94         | FK Pristina      | Vlag van Joegoslavië | Eerste Divisie  |              |              |
| NK Samobor      | Vlag van Kroatië | 2.HNL                |                 |              |              |
| 1994/95         | KRC Genk         | Vlag van België      | Tweede Klasse   | 34           | 14           |
| 1995/96         | KRC Genk         | Vlag van België      | Tweede Klasse   | 28           | 2            |
| 1996/97         | KRC Genk         | Vlag van België      | Eerste Klasse   | 18           | 2            |
| 1997/98         | TSV 1860 München | Vlag van Duitsland   | Bundesliga      | 7            | 0            |
| 1998/99         | KRC Genk         | Vlag van België      | Eerste Klasse   | 32           | 2            |
| 1999/00         | KRC Genk         | Vlag van België      | Eerste Klasse   | 30           | 1            |
| 2000/01         | RSC Anderlecht   | Vlag van België      | Eerste Klasse   | 16           | 0            |
| 2001/02         | RSC Anderlecht   | Vlag van België      | Eerste Klasse   | 30           | 1            |
| 2002/03         | RSC Anderlecht   | Vlag van België      | Eerste Klasse   | 14           | 0            |
| 2003/04         | RSC Anderlecht   | Vlag van België      | Eerste Klasse   | 28           | 0            |
| 2004/05         | RSC Anderlecht   | Vlag van België      | Eerste Klasse   | 16           | 0            |
| 2005/06         | RSC Anderlecht   | Vlag van België      | Eerste Klasse   | 3            | 0            |
| 2005/06         | KSC Lokeren      | Vlag van België      | Eerste Klasse   | 15           | 1            |
| 2006/07         | KSC Lokeren      | Vlag van België      | Eerste Klasse   | 20           | 0            |
| 2007/08         | Cercle Brugge    | Vlag van België      | Eerste Klasse   | 31           | 0            |
| Carrière totaal |                  |                      |                 |              |              |

## Trainerscarrière

### RSC Anderlecht
Na zijn spelerscarrière werd hij assistent-coach bij Anderlecht. Hij werkte vier seizoenen onder Ariël Jacobs, met wie hij in die periode twee keer kampioen werd. Hij bleef ook aan als assistent van Jacobs' opvolger John van de Brom. Toen de Nederlander in maart 2014 ontslagen werd, volgde Hasi hem op als hoofdcoach. Anderlecht, dat in de reguliere competitie slechts derde was geëindigd, pakte onder Hasi 22 op 30 in Play-off 1 en werd alsnog kampioen. Als gevolg hiervan werd het contract van Hasi met twee seizoenen verlengd.
In de twee seizoenen daarop pakte Anderlecht echter geen enkele prijs (met uitzondering van de Supercup in 2014), waardoor de samenwerking in mei 2016 werd stopgezet. Aan het begin van zijn laatste seizoen had Hasi zich niet bepaald populair gemaakt door Anthony Vanden Borre naar de B-kern te verwijzen nadat die in een interview negatief had uitgehaald naar de coach en zijn ploegmakkers. Op 20 maart 2025 keerde Hasi terug als hoofdcoach bij Anderlecht nadat de vorige trainer, David Hubert, werd ontslagen. 

### Legia Warschau
Enkele weken na zijn vertrek bij Anderlecht werd hij aangesteld bij Legia Warschau, de Poolse landskampioen. Met Vadis Odjidja, Thibault Moulin en Steeven Langil haalde hij meteen enkele oude bekenden uit de Jupiler Pro League naar zijn nieuwe club. Op 18 september 2016 werd hij echter al ontslagen nadat de club na negen speeldagen slechts veertiende op zestien ploegen stond. Hij had de club weliswaar vanuit de tweede kwalificatieronde naar de groepsfase van de Champions League geloodst, maar daarin had de club onder Hasi op de openingsspeeldag een 0-6-nederlaag geïncasseerd tegen Borussia Dortmund.

### Olympiakos Piraeus
Op 8 juni 2017 vond Hasi met Olympiakos Piraeus een nieuwe werkgever. Met Björn Engels, Silvio Proto, Guillaume Gillet, Vadis Odjidja en Mehdi Carcela haalde hij niet minder dan vijf Belgen naar de Griekse recordkampioen. Het avontuur was echter opnieuw geen lang leven beschoren: op 25 september 2017 werd hij na amper 109 dagen ontslagen. Hij had ook Olympiakos naar de groepsfase Champions League geloodst, maar in de competitie liep het minder goed: na vijf speeldagen stond de club pas vierde op vijf punten van leider AEK Athene. Olympiakos zou uiteindelijk pas derde eindigen en zo voor het eerst in acht jaar naast de landstitel grijpen.

### Al-Raed
Op 26 juli 2018 ondertekende Hasi een contract bij Al-Raed uit Saoedi-Arabië. Hij werd er de opvolger van zijn ex-Anderlecht-ploegmaat Aleksandar Ilić. Met Yassine El Ghanassy en later ook Ilombe Mboyo en Kanu in zijn rangen eindigde Hasi in zijn eerste seizoen achtste op zestien ploegen. In juni 2019 lag hij in poleposition om Laurent Guyot op te volgen als trainer van Cercle Brugge, maar de deal raakte uiteindelijk niet rond. Enkele maanden later werd hij aan een andere ex-club van hem – KRC Genk – gelinkt, maar Hasi bleef in Saoedi-Arabië en eindigde zesde met Al-Raed.
In augustus 2020 haalde hij met Max de Jong en fysiotherapeut Jochen De Coene twee oude bekenden van bij Anderlecht binnen in zijn technische staf. Eerder had hij ook al assistent Bernd Thijs en conditietrainer Steven Vanharen meegenomen naar Saoedi-Arabië. In zijn derde seizoen eindigde Hasi tiende in de Saudi Premier League.

### Al-Ahli
In april 2021 werd de naam van Hasi genoemd bij Sporting Charleroi, maar de Kosovaar tekende in juni 2021 bij Al-Ahli. Begin maart 2022 moest hij er vertrekken na verlies in de degradatietopper tegen Al-Ettifaq.

### KV Mechelen
In november 2023 werd Hasi hoofdtrainer van KV Mechelen ter vervanging van de ontslagen Steven Defour. Hij slaagde erin de ploeg van de veertiende naar de zevende plaats te loodsen in de reguliere competitie. Op het einde van het seizoen 2023/24 vertrok Hasi omdat er geen akkoord werd gevonden om zijn contract te verlengen. Een maand later tekende hij toch een contract bij KV Mechelen. Zijn tweede seizoen achter de Kazerne ging in 2025 helemaal de mist in. Na amper één overwinning in veertien wedstrijden werd Hasi begin maart ontslagen.

### RSC Anderlecht
In 2024/25 draaide RSC Anderlecht een degelijk seizoen, maar op het einde van de reguliere competitie waren de resultaten teleurstellend waarop het bestuur hun hoofdtrainer David Hubert ontsloeg. Hasi werd gecontracteerd om paars-wit in de nacompetitie en de Belgische bekerfinale tegen leiden. De club eindigde op de vierde plaats en verloor de finale. Begin juni 2025 werd zijn contract verlengd voor onbepaalde duur.

## Palmares

### Als speler
| Competitie         | Aantal | Jaren            |
| ------------------ | ------ | ---------------- |
| Nationaal          |        |                  |
| Belgisch kampioen  | 3x     | 1999, 2001, 2004 |
| Beker van België   | 1x     | 2000             |
| Belgische Supercup | 2x     | 2000, 2001       |

### Als trainer
| Competitie         | Aantal | Jaren |
| ------------------ | ------ | ----- |
| Nationaal          |        |       |
| Belgisch kampioen  | 1x     | 2014  |
| Belgische Supercup | 1x     | 2014  |